# Jeannine Compton-Antoine
Jeannine Compton-Antoine là một chính trị gia người Saint Lucia, người đại diện cho khu vực bầu cử Micoud North trong Hạ viện từ năm 2007 đến năm 2011. Bà đã giành được ghế cho Đảng Công nhân Thống nhất trong một cuộc bầu cử năm 2007. Compton-Antoine đã từ chức khỏi Đảng Công nhân Thống nhất vào năm 2011 và tiếp tục phục vụ như một nghị sĩ độc lập. Cô mất ghế trong cuộc tổng tuyển cử năm 2011.
Vào tháng 7 năm 2012, cô đã được chọn làm chủ tịch Ủy ban Săn cá voi Quốc tế.
Jeannine Compton-Antoine là con gái của John Compton, cựu Thủ tướng Saint Lucia.